# Chorthippus davatchii
Chorthippus davatchii är en insektsart som beskrevs av Marius Descamps 1967. Chorthippus davatchii ingår i släktet Chorthippus och familjen gräshoppor. Inga underarter finns listade i Catalogue of Life.